# Alina Gajdamakinová
Alina Jurjevna Gajdamakinová (rusky: Алина Гайдамакина, * 20. září 1990 Voroněž) je ruská reprezentantka ve sportovním lezení. Mistryně světa, vítězka světového poháru a juniorská mistryně světa v lezení na rychlost.
V letech 2012 a 2013 vyhrála v italském Arcu světový pohár v lezení na rychlost konaný během festivalu Rock Master, u této disciplíny se však nejednalo o prestižní závod pozvaných závodníků, jako v letech 2008-2010. Celkově seriál SP v obou letech vyhrála.

## Výkony a ocenění
- 2012: nominace na Světové hry 2013 v brazilském Cali, kde zvítězila v lezení na rychlost
- 2013: druhé místo na zimních armádních světových hrách

### Závodní výsledky
| Světové hry | Světové hry |
| Rok         | 2013        |
| ----------- | ----------- |
| Rychlost    | 1           |

| Arco Rock Master | Arco Rock Master |
| Rok              | 2010             |
| ---------------- | ---------------- |
| Rychlost         | 12*              |

- v roce 2010 proběhl závod v širší nominaci jako příprava na nadcházející MS

| Mistrovství světa | Mistrovství světa | Mistrovství světa | Mistrovství světa |
| Rok               | 2012              | 2014              | 2016              |
| ----------------- | ----------------- | ----------------- | ----------------- |
| Rychlost          | 6                 | 1                 | 25                |

| Světový pohár       | Světový pohár | Světový pohár | Světový pohár | Světový pohár | Světový pohár | Světový pohár | Světový pohár | Světový pohár |
| Rok                 | 2008          | 2009          | 2010          | 2011          | 2012          | 2013          | 2014          | 2015          |
| ------------------- | ------------- | ------------- | ------------- | ------------- | ------------- | ------------- | ------------- | ------------- |
| Rychlost            | 27-30         | 5             | 7             | 3             | 1             | 1             | 7-8           | 26-27         |
| jednotlivě* (8/4/1) | 13            | 14,5,8,6      | 6,4,9,10      | ,7,,          | 5,8,,         | 4,,,9         | 13,,6,6,15    | 13            |

- poznámka: nalevo jsou poslední závody v roce

| Zimní armádní světové hry | Zimní armádní světové hry |
| Rok                       | 2013                      |
| ------------------------- | ------------------------- |
| Rychlost                  | 2                         |
| Bouldering                | ? (finále)                |

| Mistrovství Evropy | Mistrovství Evropy | Mistrovství Evropy | Mistrovství Evropy |
| Rok                | 2010               | 2013               | 2015               |
| ------------------ | ------------------ | ------------------ | ------------------ |
| Rychlost           | 15                 | 6                  | 13                 |

| Mistrovství světa juniorů | Mistrovství světa juniorů | Mistrovství světa juniorů | Mistrovství světa juniorů | Mistrovství světa juniorů |
| Rok                       | 2005 kat B                | 2007 kat A                | 2008 juniorky             | 2009 juniorky             |
| ------------------------- | ------------------------- | ------------------------- | ------------------------- | ------------------------- |
| Obtížnost                 | 25                        | 25                        | —                         | 16                        |
| Rychlost                  | 5                         | 2                         | 2                         | 1                         |